# Донец (канонерская лодка)
«Доне́ц» — канонерская лодка Черноморского флота.

## Постройка и первый период службы
Канонерская лодка «Донец» строилась по чертежам удачного «Манчжура». Зачислена в списки судов Черноморского флота 30 января 1886 года, заложена 21 мая 1886 года на эллинге Николаевского адмиралтейства в Николаеве,
спущена на воду 30 ноября 1887 года,
вступила в строй в 1889 году.
С 1889 по 1900 год периодически служила в Средиземном море, входя в состав российской эскадры. В 1900 прошла ремонт и модернизацию, а с 1901 использовалась в качестве учебного корабля. В 1912 году прошла ремонт и перевооружение. В июне 1912 года сменила канонерскую лодку «Хивинец» в Греции, откуда вернулась в 1913 году.

## Участие в Первой мировой и Гражданской войне
Во время провокационного ночного нападения Турции на черноморские порты 16 (29) октября 1914 года, «Донец» находился в Одессе. Атаковавшие порт турецкие миноносцы «Гайрет» и «Муанвет» в 3 часа 20 минут вошли в гавань и были замечены вахтенным начальником русской канонерской лодки, который лично бросился к орудию. В этот момент «Гайрет» выпустил со 100 метров торпеду, взорвавшуюся в носовом котельном отделении, при этом образовалась пробоина около 3,5 квадратных метров, с сильным разрывом прилегающих листов обшивки. «Донец» быстро осел носом и, накренившись на левый борт, стал быстро погружаться. Его личный состав был лишен возможности оказать какое-либо сопротивление и лодка затонула в порту. Погибли 12 членов экипажа и 12 получили ранения.
Турецкие миноносцы обстреляли и другие суда, находящиеся в бухте, береговые постройки и после часового боя фактически безнаказанными ушли в открытое море. Это была первая и во многом неожиданная атака турецких морских сил на русский порт и флот в ходе Первой мировой войны, где Турция выступила на стороне Германии. На канонерской лодке «Донец» служило более 130 человек, но в момент атаки турецких миноносцев большинство моряков и офицеров «Донца» находилось на берегу.
Захоронение моряков экипажа канонерской лодки «Донец», погибших 16 октября, состоялось в братской могиле на Втором христианском кладбище города Одесса в октябре 1914 года.
В декабре 1914 канонерская лодка была поднята и после ремонта вновь введена в строй.
До 1916 года «Донец» входил в отряд обороны северо-западного побережья Чёрного моря и иногда привлекался для оказания огневой поддержки войскам совместно с Батумским отрядом.
С августа 1916 года «Донец» в составе отряда канонерских лодок действовал в составе Дунайской флотилии, поддерживая огнём сухопутные войска. За время кампании на Дунае канонерская лодка полностью расстреляла стволы орудий, что приводило к сильному снижению меткости выстрелов.
18 января 1918 года перешла на сторону Советской власти.
1 мая 1918 была захвачена германскими войсками в Севастополе.  В декабре 1918 захвачена англо-французскими интервентами.
Одесская эвакуация (1919) была затруднена забастовкой русских коммерческих моряков, которые оставили свои пароходы без команд. Ввиду этого около двадцати судов различных типов, в том числе канонерские лодки «Донец» и «Кубанец», были выведены в близлежащее от Одессы природное место безопасной якорной стоянки — Тендровский залив — и там оставлены на якорной стоянке, чтобы не достаться красным в порту.
С апреля 1919 года входила в состав Морских сил Юга России, неоднократно поддерживая войска огнём орудий.
В мае 1919 года затонула во время шторма у Тендеровской косы:
…Разыгравшимся в конце апреля штормом канонерская лодка «Донец» была сорвана с якоря и, ударившись о корпус служившего в 1913 году для опытных стрельб броненосца «Чесма», затонула у его борта.
28 ноября 1921 года поднята и сдана в порт на хранение, а в 1928 году разобрана на металл.

## Командиры
- капитан 2-го ранга Мязговский, Александр Иванович (1901)
- Александр Васильевич Немитц (1915)
- Владимир Семёнович Головизнин (1916-1917)